# Ricardo Daniel Daives
Ricardo Daniel Daives (Santiago del Estero, Argentina, 6 de enero de 1950) es un abogado y político argentino perteneciente al Frente Cívico por Santiago. Desde 2019, se desempeña como diputado nacional por su provincia.

## Reseña biográfica
Nació en Santiago del Estero el 6 de enero de 1950. Estudió Derecho en la Universidad Nacional de Tucumán. En 1980 se recibió de procurador y en 1983 obtuvo el título de abogado. Militó en la Unión Cívica Radical de su provincia, ocupando diferentes cargos jerárquicos dentro del partido. En 1983, con el retorno de la democracia, fue elegido diputado provincial, cargo que ocupó nuevamente entre 1989 y 1993. Posteriormente se dedicó a la actividad privada en su profesión de abogado. En 2005 se unió al proyecto político del Frente Cívico por Santiago, liderado por Gerardo Zamora. En ese mismo año, cuando Zamora llegó a la gobernación de Santiago del Estero, Daives fue designado como ministro de Justicia y Derechos Humanos. También en 2005 fue presidente de la Convención Constituyente que reformó la Constitución provincial. Estuvo al frente del ministerio de justicia hasta 2019, durante los dos primeros mandatos de Zamora (2005-2013), la gobernación de Claudia Ledesma Abdala (2013-2017) y la primera mitad del tercer mandato de Zamora (2017-2019). Se presentó en las elecciones legislativas de 2019 para diputado nacional, triunfando con un 56%. Juró el cargo el 4 de diciembre de ese año. Al año siguiente, durante el debate de la Ley de Interrupción Voluntaria del Embarazo, fue el único diputado santiagueño que votó a favor de aprobar dicha norma.
Se postuló para renovar su banca en las elecciones legislativas de 2023, ocupando el primer lugar en la lista del Frente Cívico por Santiago. Obtuvo la banca con el 80,9% de los votos. Juró el cargo el 4 de diciembre de ese año, con mandato hasta diciembre de 2027.